# Harry Bertoia

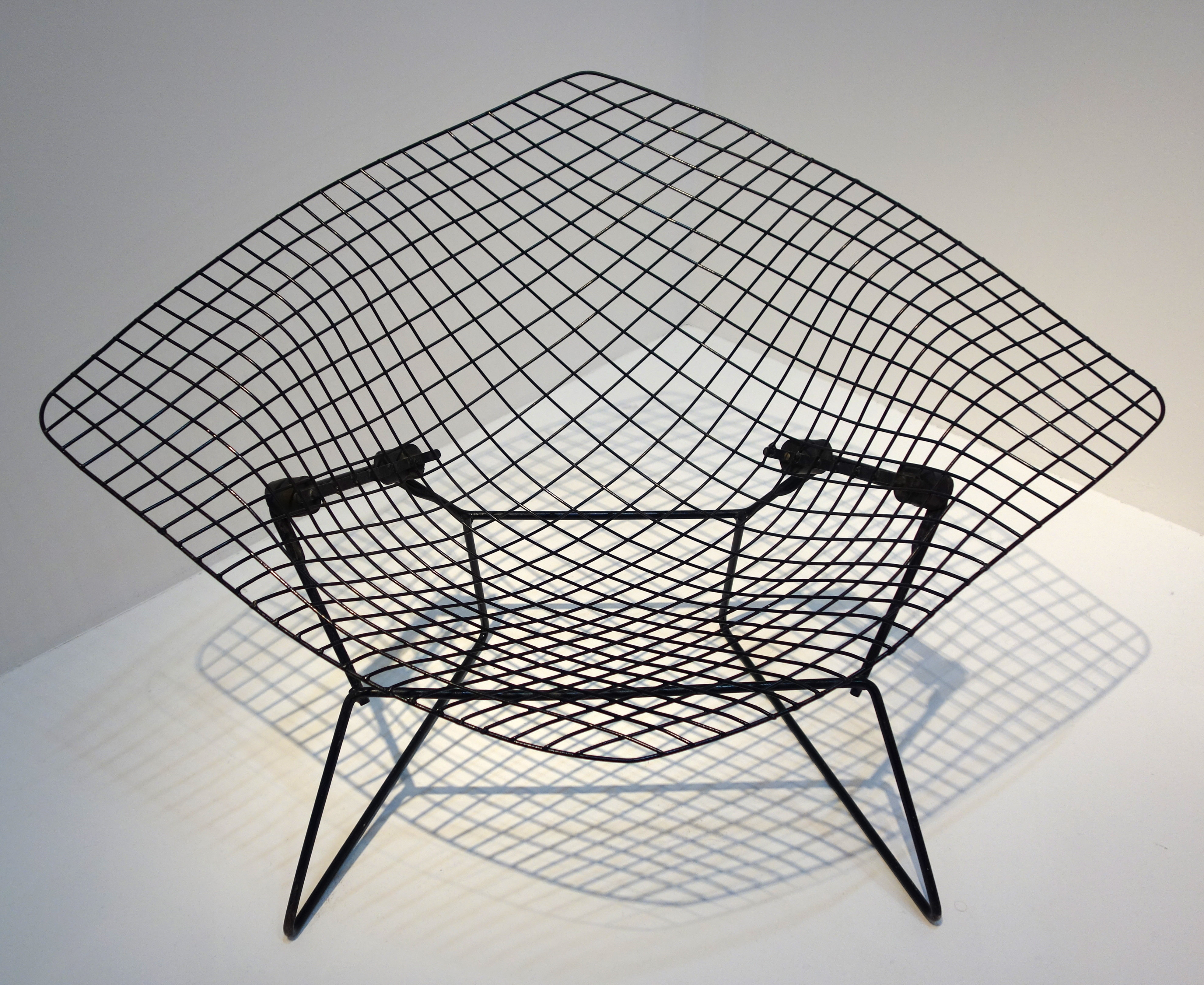
Diamond Chair

Harry Bertoia, född 10 mars 1915 i San Lorenzo i Italien, död 6 november 1978 i Barto i  Pennsylvania i USA, var en italiensk-amerikansk formgivare och konstnär. Han var bosatt i USA från 1930 och var uppmärksammad för sina stora väggdekorationer bestående av rörliga element i olika metaller, liksom för de eleganta Bertoia-stolarna i flätad ståltråd, vilka väckte stor uppmärksamhet när de först visades i början av 1950-talet.

## Biografi
När Harry Bertoia som 15-årig reste från Italien till Detroit i USA för att träffa sin äldre broder, valde han att stanna kvar där och började studera vid Cass Technical High School och utbildade sig inom konst och design. Han kom också i kontakt med hantverksmässig tillverkning av smycken. År 1938 började han vid Art School of the Detroit Society of Arts and Carfts, numera känd som College for Creative Studies. År 1937 fick han ett stipendium för studier vid Cranbrook Academy of Art, där han första gången kom i kontakt med Walter Gropius, Edmund N Bacon och Ray and Charles Eames.
Från 1939 bedrev han i egen regi utbildning i design och tillverkning av föremål i metall, men när dessa material under krigsåren blev svåråtkomliga och mycket dyra, koncentrerade han sig på tillverkning av smycken.
Han gifte sig 1943 med Brigitta Valentiner och flyttade till Kalifornien för att arbeta för Charles oöch Ray vid plywooddivisionen vid Evans Product Company, där han stannade till september 1945.
År 1950 flyttade han till Pennsylvania för att öppna egen verksamhet tillsammans med Hans och Florence Knoll. Under denna period skapade han fem föremål i metalltråd, som blev kända som Bertoia-kollektionen. Bland dessa ingick den berömda Diamond chair, ett flytande skulpturalt arbete i svetsat stål.

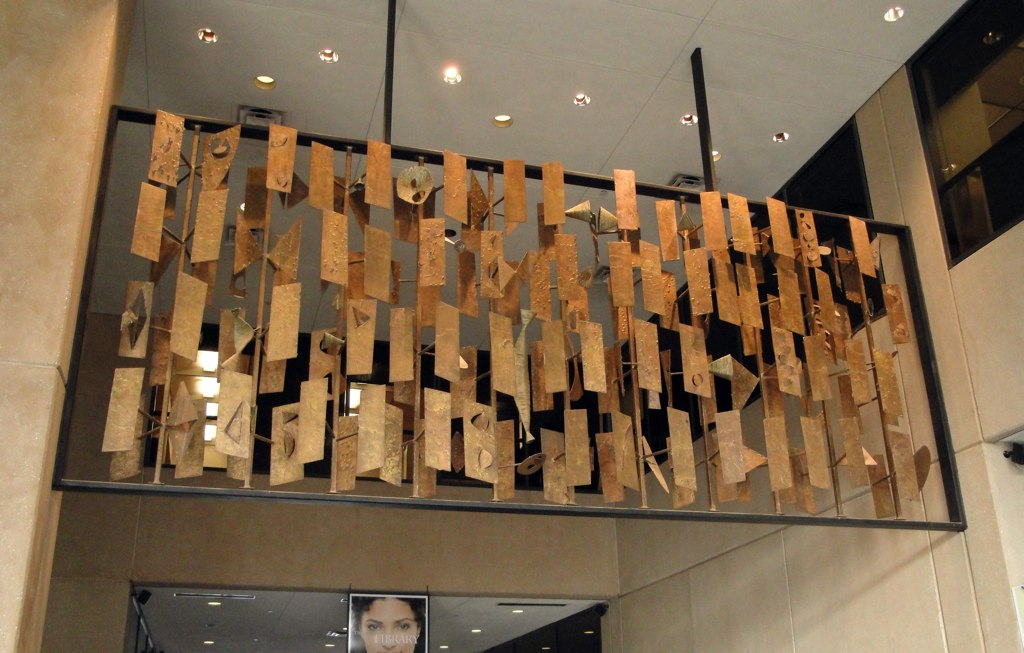
Bertoias "Textured Screen" som orsakade mycket kontrovers när den avtäcktes för the Dallas Public Library, 1954.

### Ljudskulpturer
I mitten av 1950-talet hade stolarna som producerades av Knoll sålt så bra att Bertoia kunde börja ägna sig åt enbart skulptur och 1957 blev han medlem i Graham Foundation i Chicago. De skulpturala verk han producerade visade hur metall kunde bearbetas för att framställa olika ljud. Genom att sträcka och böja metallen på olika sätt kunde han skapa olika toner.
Han gjorde flera konserter med dessa skapelser och spelade också in tio album, alla med titeln ”Sonambient”, musik gjord med hjälp av hans konstföremål, manipulerade av hans egna händer.
Under 1990-talet återfanns en samling av hans skivor och av ett urval från dessa har ett japanskt skivbolag gett ut nyinspelningar.
Betoias verk finns idag representerade i många offentliga samlingar på amerikanska museer, där det kan nämnas Addison Gallery of American Art (Andover, Massachusetts), Brooklyn Museum (New York City), Cleveland Museum of Art, Dallas Public Library, Detroit Institute of Arts, Hirshhorn Museum and Sculpture Garden (Washington D.C.), Honolulu Museum of Art, Kemper Museum of Contemporary Art (Kansas City, Missouri), Nasher Sculpture Center (Dallas, Texas), the Philadelphia Museum of Art, Reading Public Museum (Reading, Pennsylvania)], Smithsonian American Art Museum (Washington D.C.), Vero Beach Museum of Art (Vero Beach, Florida), och Walker Art Center (Minneapolis, Minnesota.
Bertoia dog i lungcancer 1978 vid 63 års ålder.